# Macrostemum fuscum
Macrostemum fuscum is een schietmot uit de familie Hydropsychidae. De soort komt voor in het Oriëntaals gebied.